# Världscupen i snowboard 2014/2015
Världscupen i snowboard 2014/2015 är en tävlingsserie som anordnas av FIS. Världscupen inleds den 6 december 2014 i Copper Mountain, USA och avslutas den 21 mars 2015 i La Molina, Spanien.
I snowboardvärldscupen ingår flera olika grenar: Halfpipe, Big Air, Snowboardcross, Parallellstorslalom, Parallellslalom och Slopestyle.

## Tävlingsprogram
Förklaring: SBC = snowboardcross. PSS = parallellstorslalom. BA = big air. PS = parallellslalom. HP= halfpipe. 
SS = slopestyle
| Datum                     | Ort                      | Land      | Gren(-ar)  |
| 6 december 2014           | Copper Mountain          | USA       | HP         |
| 6-7 december 2014         | Montafon                 | Österrike | SBC        |
| 13 december 2014          | Carezza                  | Italien   | PSS        |
| 20 december 2014          | Lake Louise              | USA       | SBC        |
| 20 december 2014          | Istanbul                 | Turkiet   | BA         |
| 9-10 januari 2015         | Bad Gastein              | Österrike | PS         |
| 10 januari 2015           | Gstaad                   | Schweiz   | BA         |
| 31 januari 2015           | Sudelfeld                | Tyskland  | PSS        |
| 31 januari 2015           | Moskva                   | Ryssland  | BA         |
| 7-8 februari 2015         | Rogla                    | Slovenien | PSS, PS    |
| 14 februari 2015          | Winterberg               | Tyskland  | PS         |
| 20-22 februari 2015       | Stoneham Mountain Resort | Kanada    | BA, SP, HP |
| 27 februari - 1 mars 2015 | Park City                | USA       | SP, HP     |
| 28 februari - 1 mars 2015 | Asahikawa                | Japan     | PSS, PS    |
| 7-8 mars 2015             | Squaw Walley             | USA       | SBC        |
| 7 mars 2015               | Moskva                   | Ryssland  | PS         |
| 14-15 mars 2015           | Veysonnaz                | Schweiz   | SBC        |
| 14 mars 2015              | Spindleruv Mlyn          | Tjeckien  | SP         |
| 21 mars 2015              | La Molina                | Spanien   | SBC        |